# Catedral de Santa Maria d'Auloron
La catedral de Santa Maria d'Auloron és un edifici religiós construït pel vescomte de Bearn Gastó IV el Croat. Fou la seu episcopal de l'antiga diòcesi d'Auloron, suprimida el 1802.
Les obres van començar el 1102, quan Gastó IV tornà de les croades. D'aquest primer estil romànic només resta la portada esculpida per dos artistes. El primer va realitzar el timpà (descens de la creu), quatre capitells i l'entrefinestra.
El «mestre de Santa Maria», tal com es coneix el segon escultor, tenia un major talent encara: l'arquivolta més alta evoca el cel amb els 24 vells de l'Apocalipsi. De cada costat sorgeix un grup esculpit: a l'esquerra, un monstre s'empassa un home, condemnat pels seus pecats; a la dreta, un cavaller trepitja un enemic vençut, la cara del qual ens mostra l'espant. Aquestes obres continuen sent tradicionals pel tema, però són originals per la varietat de les actituds i el vigor de les expressions. L'altra arquivolta ofereix un contrast total: consagrada a les escenes de la vida terrestre, ensenya una cacera del senglar, la pesca de salmons i els diversos preparatius d'un festí: totes aquestes figures sorprenen per la seva vida i naturalesa.
La resta de l'edifici és d'estil gòtic, i comprèn una torre campanar, dues torres quadrades i una capçalera amb capelles radiants.

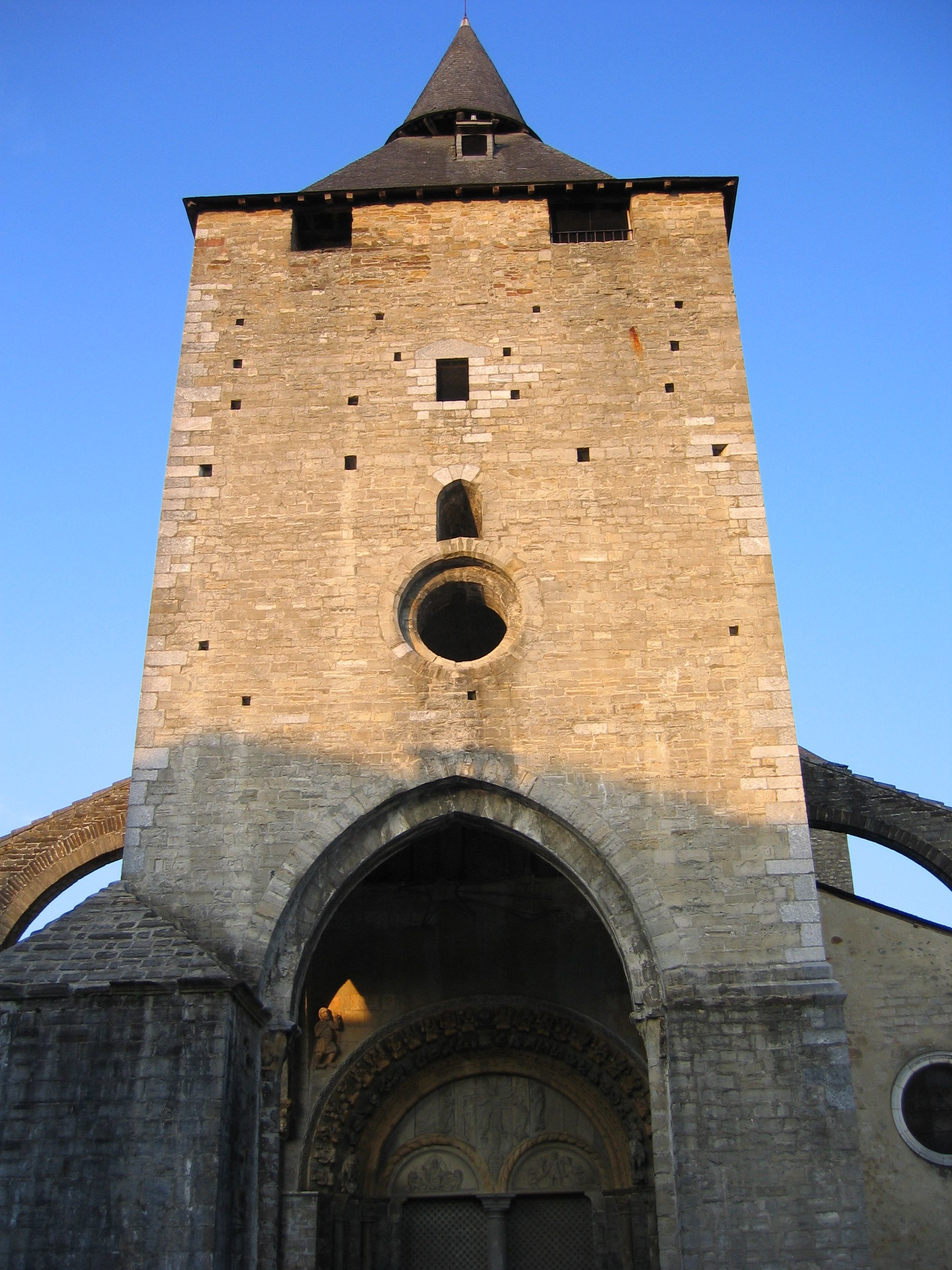
La torre campanar
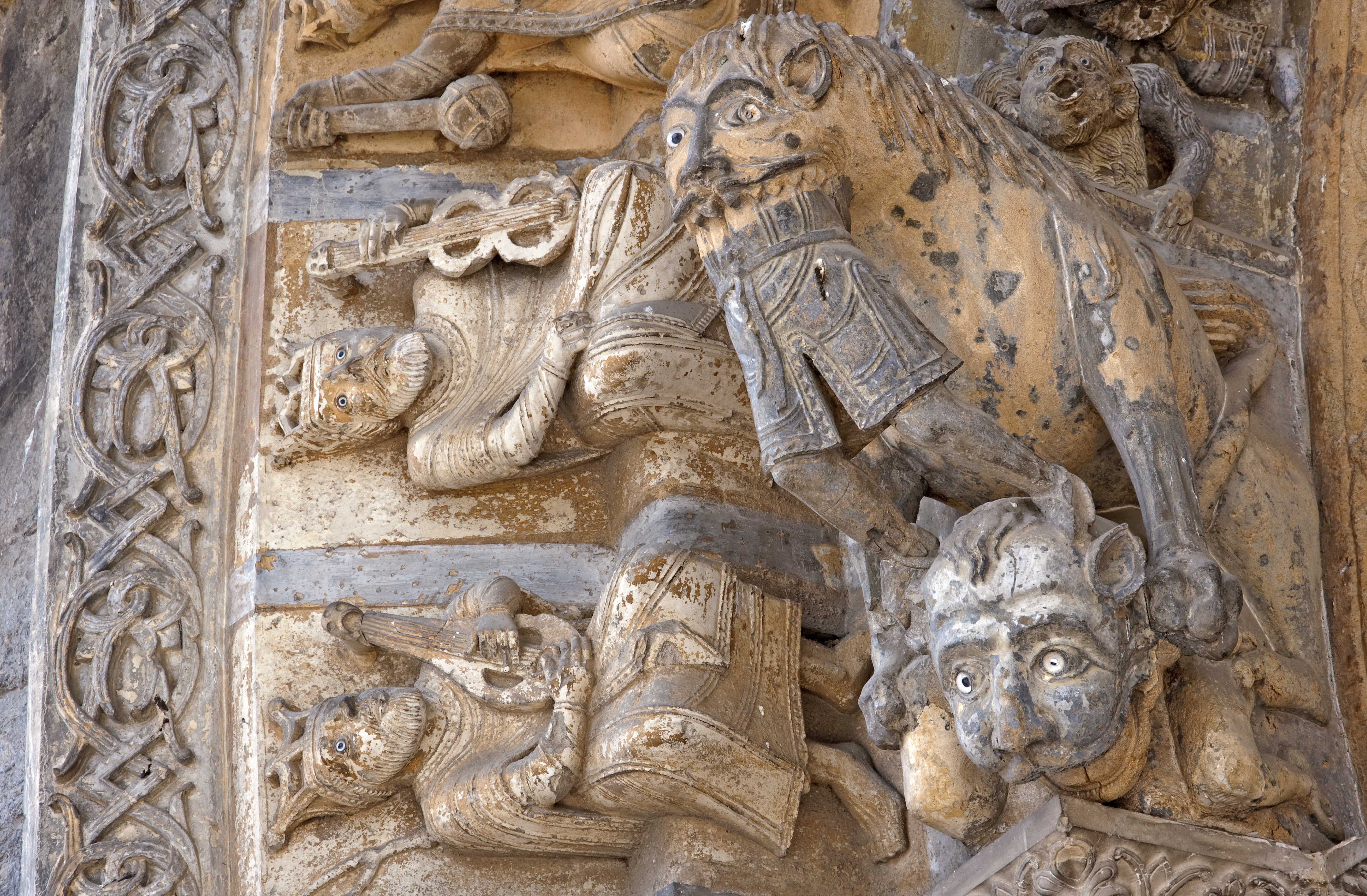
El monstre i dos vells de l'Apocalipsi